# Întruchiparea răului
Întruchiparea răului (titlu original The Nature of the Beast, lansat în Europa ca Bad Company, cunoscut în Marea Britanie ca Hatchet Man, 1995) este un film de groază regizat de Victor Salva. În rolurile principale joacă actorii Eric Roberts și Lance Henriksen.
A fost lansat direct-pe-video.

## Prezentare
În sudul Californiei, iulie 1993, a apărut un maniac care își taie victimele în bucăți. În același timp, a avut loc un jaf al unui cazino din Las Vegas. Poliția îi caută pe amândoi, iar la radio oamenii sunt avertizați să nu ia pasageri și să fie foarte atenți. Prin urmare, omul de afaceri Jack a trecut cu mașina pe lângă un autostopist, fără să oprească. Mai târziu, într-un restaurant, se reîntâlnește cu acesta, află că îl cheamă Adrian și, din culpă, a decis să-l ofere un prânz gratis. 
Adrian se dovedește arogant și încrezător în sine, iar Jack încearcă să scape de acesta. Însă Adrian îl informează pe Jack să nu se încurce cu el sau va suna la poliție pentru că știe care este secretul lui Jack. 
Între timp, radioul din mașină continuă să anunțe știri despre un criminal în serie din zonă denumit „Omul cu securea”, precum și de furtul unei sume imense de bani de la un cazinou local. Jack ascunde o servietă și, oriunde el și Adrian merg, „Omul cu securea” pare să lovească în apropiere! S-ar putea ca Adrian sau Jack să fie ucigașul? Cine este întruchiparea răului va fi dezvăluit doar la sfârșit.
Filmul se termină cu un citat din Ieremia cap. 17, versetul 9:
„Inima este nespus de înșelătoare și deznădăjduit de rea. Cine poate s-o cunoască?”

## Distribuție
- Eric Roberts - Adrian "Dusty"
- Lance Henriksen - Jack Powell
- Brion James - șerif  Gordon
- Frank Novak - Manfred
- Tom Tarantini - Little David
- Sasha Jenson - Gerald
- Ana Gabriel - Dahlia
- Eliza Roberts - Patsy
- Ava Lazar - Blue
- Phil Fondacaro - Harliss
- Lin Shaye - Carol Powell
- Victor Salva - Radio newscaster/Truck driver in diner (nemenționat)

## Legături externe
- The Nature of the Beast la Internet Movie Database
- The Nature of the Beast la Rotten Tomatoes